# Ascona
Ascona je obec ve švýcarském kantonu Ticino, okresu Locarno. Žije zde přibližně 5 500 obyvatel.

## Geografie
Bývalá rybářská vesnice a později lázeňské středisko se nachází na severním břehu jezera Lago Maggiore. Sousedními obcemi jsou Locarno, Losone, Ronco sopra Ascona, Brissago a Centovalli. Ascona je nejníže položenou obcí ve Švýcarsku, protože její centrum leží přímo na jezeře. Na západě se obec rozprostírá za zalesněnou horou a vyhlídkou Corona dei Pinci, která leží v nadmořské výšce 1293 m n. m. Na západě se obec rozprostírá na severovýchodě a na severovýchodě se rozprostírá na východě.
Dalšími částmi jsou San Materno, San Michele, Monte Verità a Moscia. K obci patří také Saleggi, jihozápadní rovinatá část delty řeky Maggia.

## Historie

Letecký pohled (1929)

Při vykopávkách v roce 1969 byly v okolí kostela San Michele nalezeny neolitické křemeny a keramické střepy. Na pohřebišti San Materno byla nalezena keramika ze střední a pozdní doby bronzové. Na nedalekém kopci Baladrum se kolem roku 1000 př. n. l. nacházelo opevněné hradiště, z něhož se dosud dochovaly zbytky suchých kamenných zdí.
Ascona se v písemných pramenech poprvé objevuje v letech 1186, 1189 nebo 1191 (datace není jistá), kdy biskup z Coma Anselmo della Torre daroval pozemky v Asconě a Locarnu včetně hradu San Michele (castrum quod dicitur Sconae) - v léno Pietrovi de Duni a dalším šlechticům, kteří je následně rozšířili. V roce 1224 je ves zmiňována jako burgus de Scona. Kolem roku 1250 přesunuly milánské rody Griglioni a Carcani své sídlo do Ascony jako váleční uprchlíci a postavily hrady přímo na břehu jezera, kde je dnes promenáda u jezera. Přibližně ve stejné době získali část hradu Orelliové, kteří jej přestavěli a rozšířili. Kolem roku 1400 rod Duniů přestěhoval své sídlo z hradu San Michele dolů do vesnice, což způsobilo, že hrad zchátral a zchátral. V 17. století byla zchátralá hradní kaple nahrazena kostelem San Michele.
Až do 16. století tvořily Ascona a Ronco jednu obec. Když se tehdy obce oddělily, Ascona si ponechala zvláštně vyhlížející pás bukového lesa o šířce asi 100 metrů, který se táhne asi 4 km na západ v nadmořské výšce kolem 1200 metrů. Důvodem tohoto územního nároku bylo využívání bukového dřeva k pálení dřevěného uhlí. Stopy po dvou hromadách dřevěného uhlí jsou rozeznatelné dosud a na někdejší význam tohoto lesa upomíná i polní název Carbonera.
Ascona kdysi patřila k Milánu a od roku 1403 a 1512 jako italské fojtství ke Staré švýcarské konfederaci. Za Helvétské republiky vyhlášené v roce 1798 patřila Ascona ke kantonu Lugano a od roku 1803 je obcí nově založeného kantonu Ticino.
Kopec nad Asconou, Monte Verità, měl v první polovině 20. století, zejména v letech 1900–1920, velký kulturní význam. Scházeli se zde reformátoři života a revolucionáři, kteří zde hlásali volnou lásku, vegetariánství, anarchii a komunitaristické myšlenky.
V době národního socialismu našli v Asconě útočiště němečtí uprchlíci. Ve stejné době zde žili například publicistka Helene Stöckerová, sexuolog Magnus Hirschfeld, spisovatelé Ernst Toller a Max Barth nebo novinářka Dora Fabianová.
V poválečném období Nizozemec Leo Kok svým antikvariátem Libreria della Rondine proměnil Asconu v místo setkávání umělců a spisovatelů žijících v Ticinu.
V současnosti Ascona žije z turistického ruchu a v letní sezóně hostí přibližně 20 až 25 tisíc rekreantů. V roce 2014 podíl druhých domů 52 % v obci, což znamená, že podle švýcarských zákonů již není povolena výstavba dalších druhých nových domů.

## Obyvatelstvo
| Vývoj počtu obyvatel | Vývoj počtu obyvatel | Vývoj počtu obyvatel | Vývoj počtu obyvatel | Vývoj počtu obyvatel | Vývoj počtu obyvatel | Vývoj počtu obyvatel | Vývoj počtu obyvatel | Vývoj počtu obyvatel | Vývoj počtu obyvatel | Vývoj počtu obyvatel | Vývoj počtu obyvatel | Vývoj počtu obyvatel |
| -------------------- | -------------------- | -------------------- | -------------------- | -------------------- | -------------------- | -------------------- | -------------------- | -------------------- | -------------------- | -------------------- | -------------------- | -------------------- |
| Rok                  | 1591                 | 1801                 | 1850                 | 1900                 | 1902                 | 1910                 | 1920                 | 1950                 | 1980                 | 2000                 | 2010                 | 2020                 |
| Počet obyvatel       | cca 1000             | 772                  | 902                  | 942                  | 920                  | 1153                 | 1118                 | 2923                 | 4722                 | 4984                 | 5497                 | 5554                 |

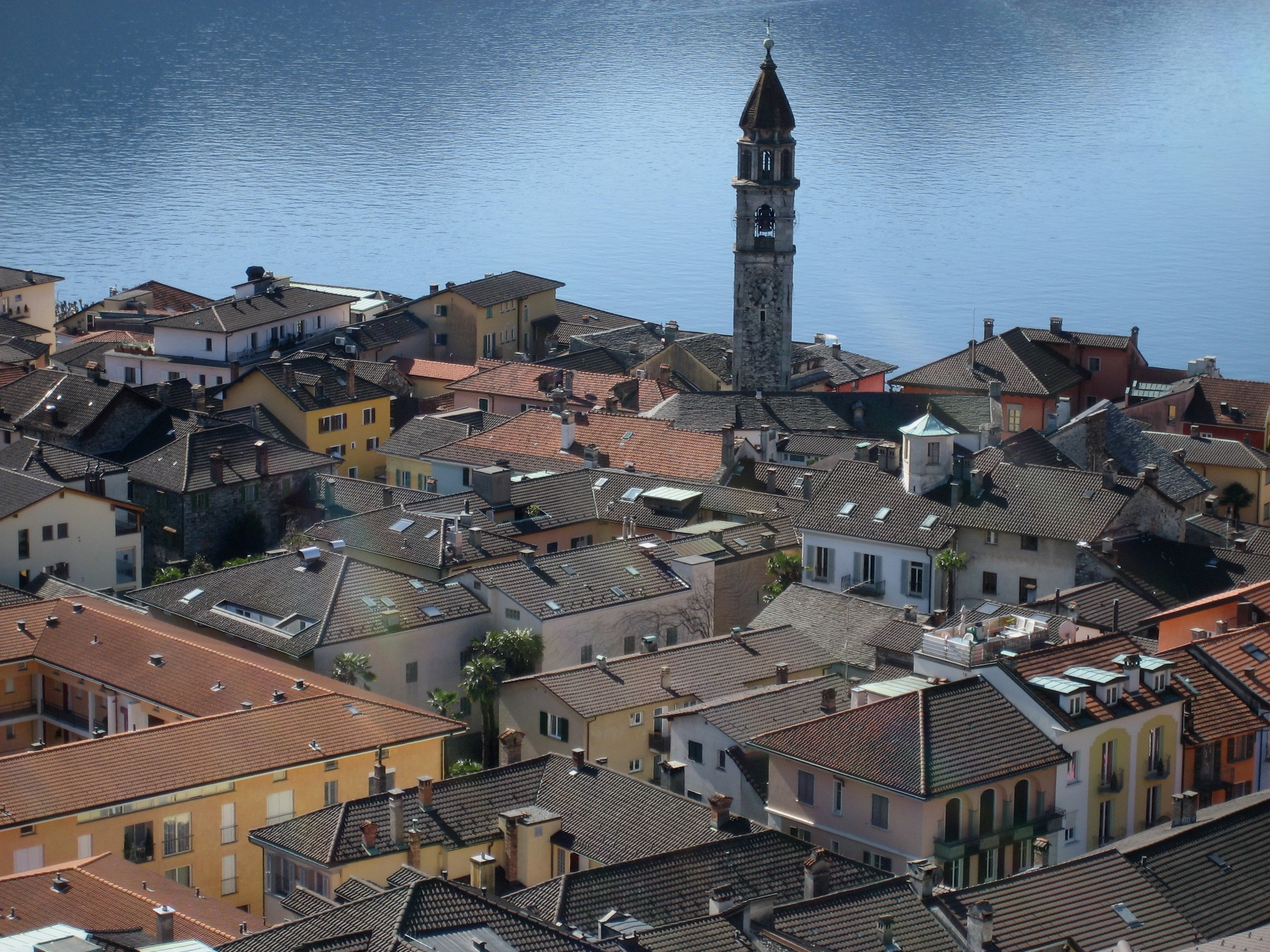
Pohled na obec z okolních návrší

V roce 2000 mluvilo 66 % obyvatel italsky.

## Turismus a pamětihodnosti

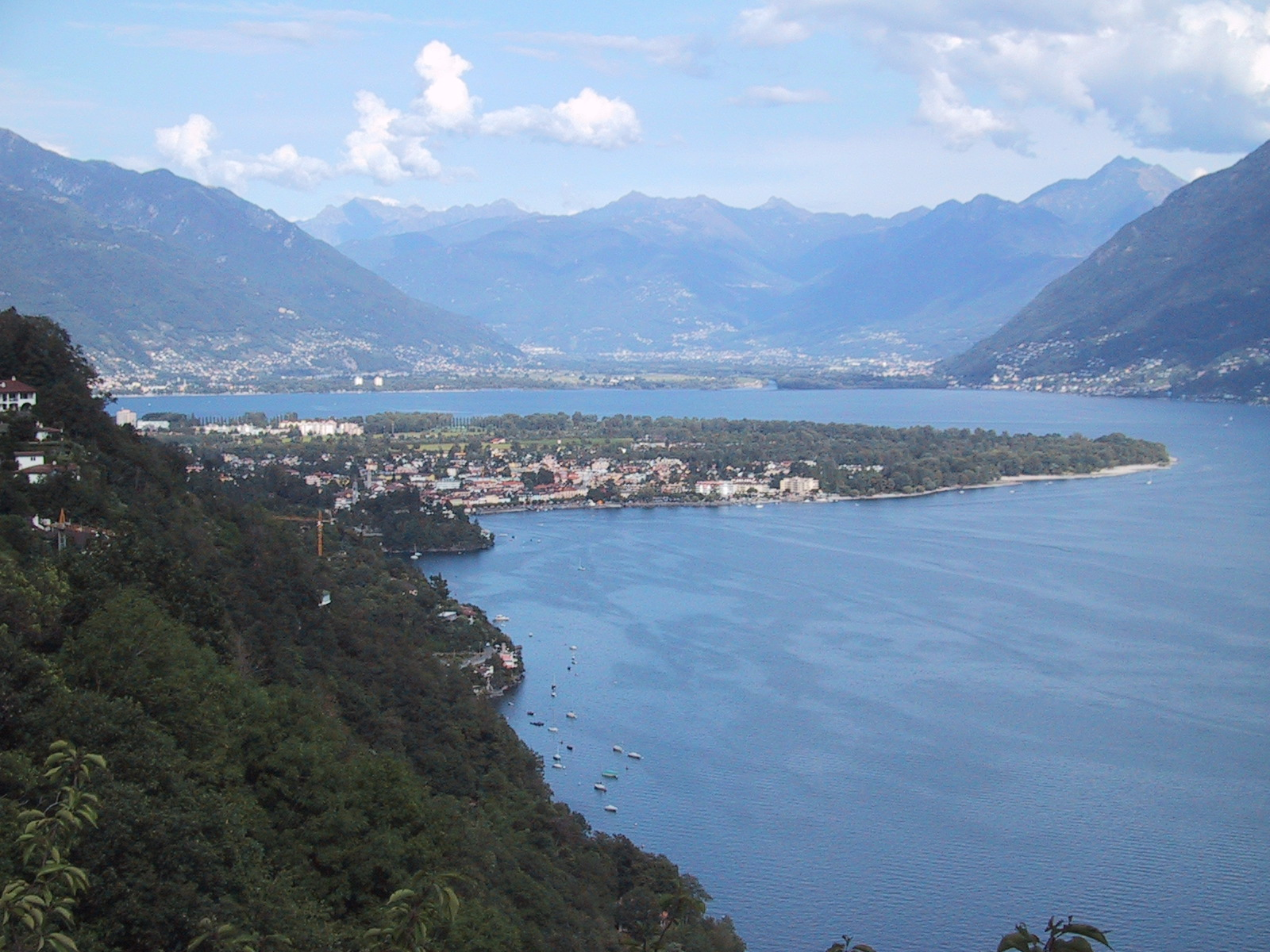
Delta řeky Maggia u Ascony

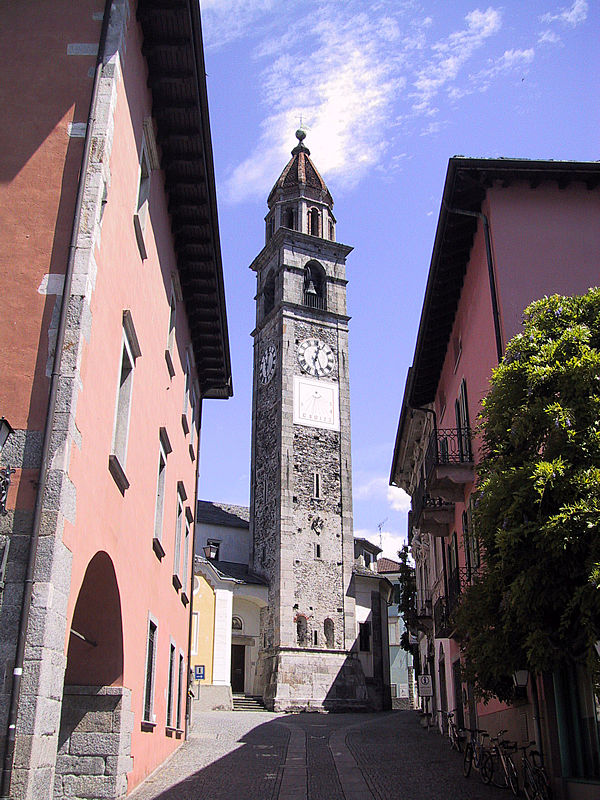
Farní kostel Santi Pietro e Paolo

Ascona má malebnou promenádu u jezera, jejíž historie sahá až do 13. století, ale současnou podobu získala až ve 20. století díky nábřeží. Na promenádě u jezera se zachovaly umývárny, které se používaly k praní prádla až do 20. století, a jsou označeny. Vesnická krajina je zařazena do soupisu švýcarských památek (ISOS) jako lokalita národního významu hodná ochrany.
Nejvýznamnějšími církevními stavbami jsou farní kostel Santi Pietro e Paolo a kostel Santa Maria della Misericordia.
Ze čtyř bývalých hradů se dnes zachoval pouze hrad Castello dei Griglioni, který stojí na promenádě u jezera. Značné části jeho zdí se dochovaly a jsou součástí novějších budov (dnes hotel). Věž Carcani, která se kdysi rovněž nacházela na promenádě u jezera, byla zničena na konci středověku a Castello di San Michele, který se tyčil nad vesnicí, byl v 17. století částečně zbořen, aby uvolnil místo kostelu San Michele; většina zbylých ruin byla zbořena v roce 1912. Konečně z původní stavby Castello di San Materno, který se nachází na severním okraji obce a byl z velké části přestavěn v 19. a na počátku 20. století, zůstaly jen zbytky románské hradní kaple.
Monte Verità leží západně nad centrem obce. Z doby bývalé vegetariánské a nudistické kolonie se zachovaly Casa Selma, Casa Aida a Casa dei Russi - všechny spartánské tzv. lehké a vzdušné chaty z let 1901/1902 - a Casa Anatta (1904, autor Henri Oedenkoven). Za nejvýznamnější příklad moderní architektury v Ticinu je považována rezidence Monte Verità, postavená v letech 1926/1928 architektem Emilem Fahrenkampem pro bankéře Eduarda von der Heydta.

## Doprava

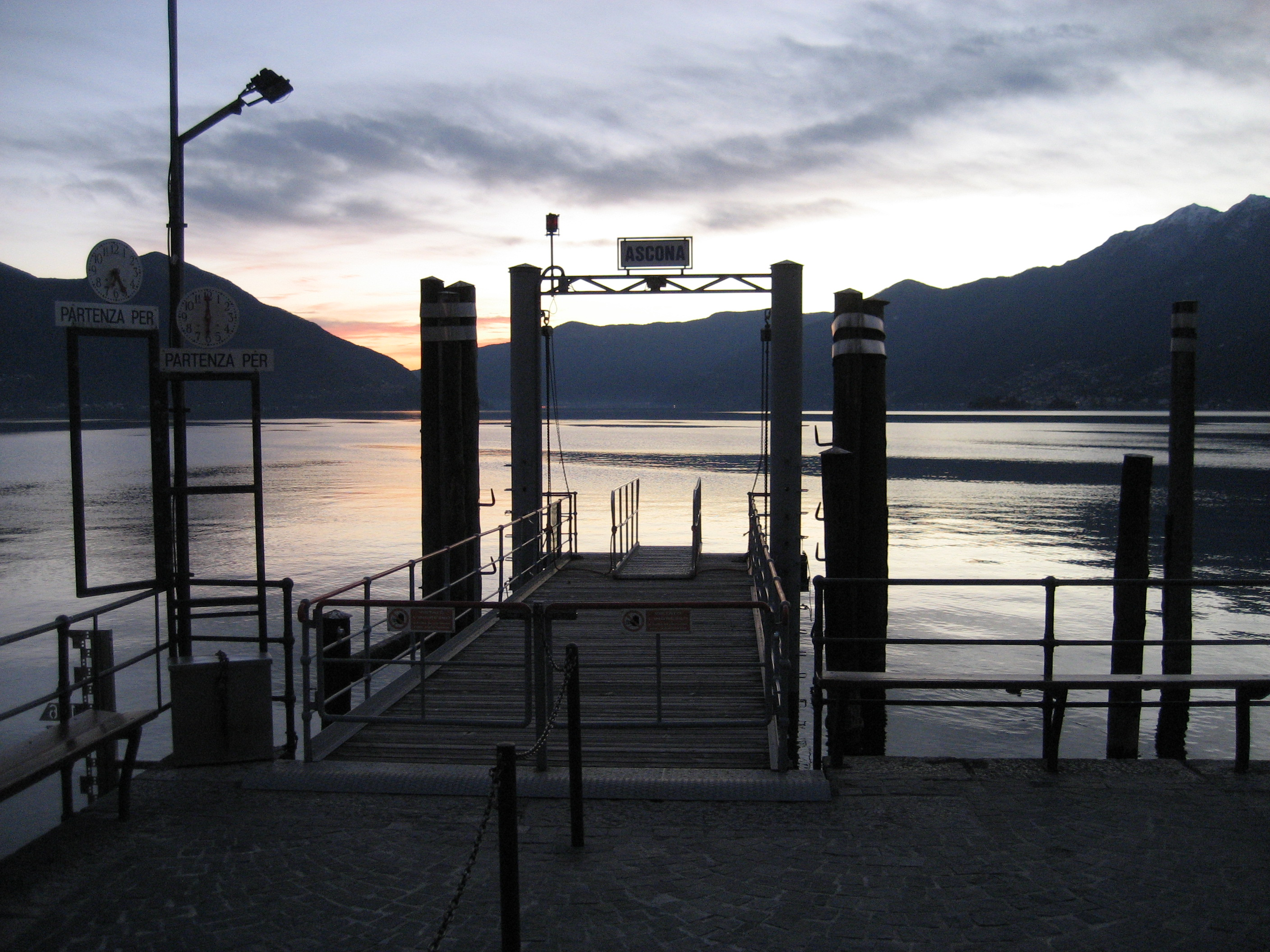
Lodní přístaviště v Asconě

Veřejnou dopravu zajišťují autobusy společnosti Ferrovie autolinee regionali ticinesi (FART). Linka č. 1 jezdí z Ascony do Locarna k nádraží Locarno a přes Minusio do Tenera a zpět, zatímco linka č. 316 spojuje Locarno s Asconou, Mosciou, Porto Roncem a Brissagem.
Na konci 80. let 20. století byl pod horou Monte Verità vybudován 1,1 km dlouhý silniční tunel. Dříve auta projížděla centrem Ascony, což způsobovalo dlouhé dopravní zácpy, zejména během prázdnin. Dnes auta projíždějí tunelem kolem Ascony a stará silnice u jezera slouží jako pěší zóna a pro místní dopravu.

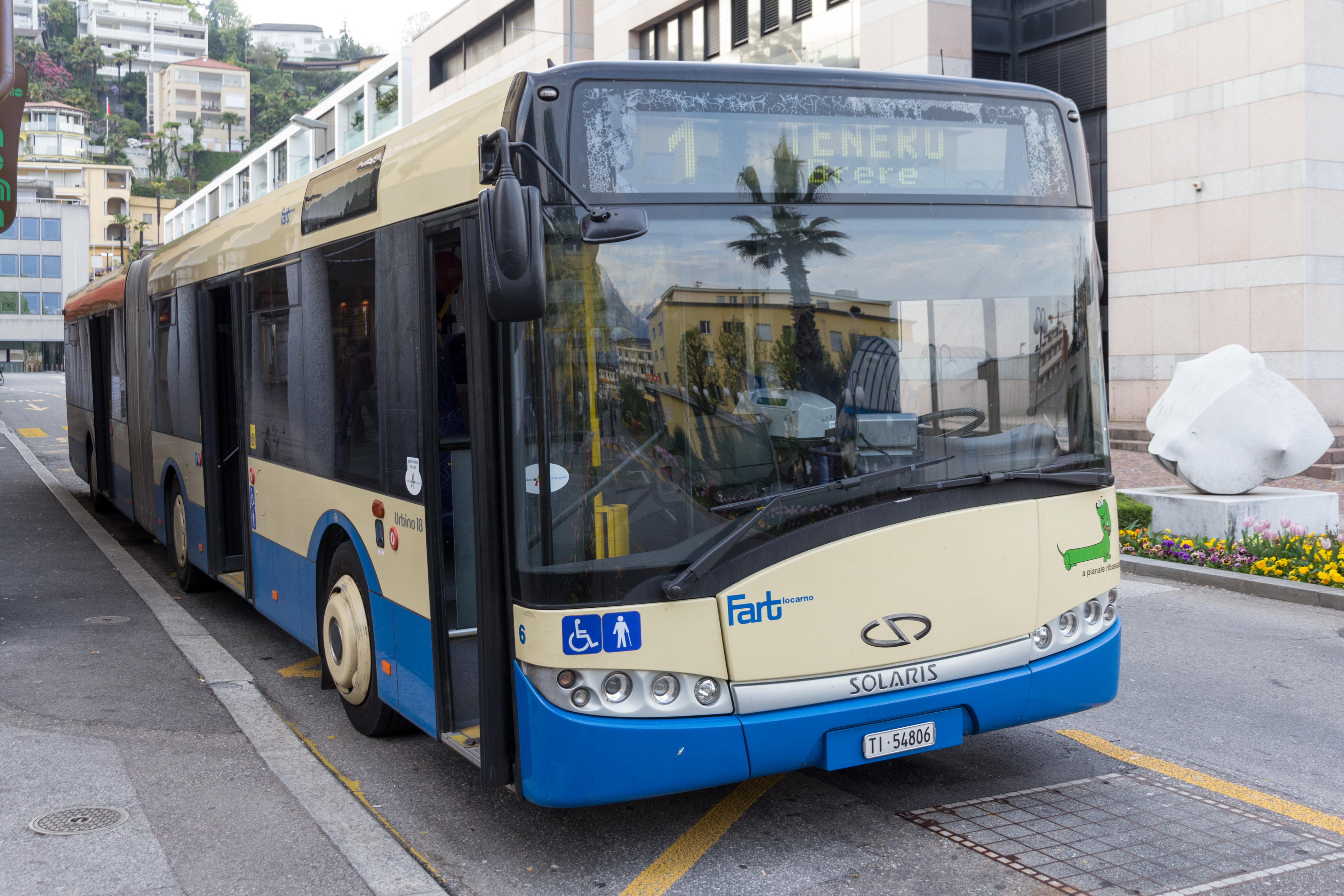
Regionální autobus v Asconě

Přístaviště v Asconě na Lungolago (náměstí u jezera) obsluhuje od dubna do zhruba poloviny října společnost Navigazione Laghi (lodní doprava po celém jezeře, italská společnost) a od roku 2019 také Società Navigazione del Lago di Lugano (místní lodní doprava po švýcarské části jezera, švýcarská společnost). Lodě jezdí na východ směrem na Locarno nebo na jihozápad směrem na Porto Ronco, Isole Brissago, Brissago, Cannobio a Verbania.
Sportovní letiště Aerodromo Ascona, které otevřel Emanuele Bianda v roce 1947, bylo uzavřeno v roce 1997; nejbližším letištěm je nyní Aeroporto cantonale di Locarno východně od Locarna.
Ascona leží na hlavní silnici č. 13, která začíná na německých hranicích u Trasadingenu a vede do Brissaga na hranicích mezi Švýcarskem a Itálií.

## Zajímavost
Automobil Opel Ascona je pojmenován podle obce Ascona: vyráběl se ve třech generacích (označených Ascona A, B a C) v letech 1970–1988.

## Osobnosti
- Pietro Berno (1552–1583), jezuita a misionář, pocházel z Ascony
- Marianne von Werefkinová (1860–1938), malířka, žila a zemřela v Asconě
- Magnus Hirschfeld (1868–1935), sexuolog, pobýval v Asconě
- Otto Gross (1877–1920), lékař, pobýval na Monte Verità
- Georg Kaiser (1878–1945), spisovatel a dramatik, žil a zemřel v Asconě
- Gustav Gräser (1879–1958), malíř a básník, pobýval na Monte Verità
- Emil Ludwig (1881–1948), spisovatel a dramatik, žil a zemřel v Asconě
- Heinrich Hanselmann (1885–1960), lékař, žil a zemřel v Asconě
- Sophie Taeuber-Arpová (1889–1943), výtvarná umělkyně, pobývala na Monte Verità
- Brigitte Helmová (1908–1996), herečka, žila a zemřela v Asconě